# François-Étienne Paré
Pour les articles homonymes, voir Paré.
François-Étienne Paré (né le 22 juillet 1969 à Montréal) est un acteur et un animateur québécois.

## Biographie
François-Étienne Paré fait partie des nombreux qui ont étudié au Collège André-Grasset.
Après avoir été chroniqueur pour l'émission La revanche des nerdZ, il en est devenu l'animateur à l'automne 2006. Il a déjà joué dans un épisode d'Une grenade avec ça ? en tant que le remplaçant de Danny voulant détruire l'empire Creighton. Au courant de la trentième saison de la LNI, Francois-Étienne Paré célèbre sa dixième saision dans la ligue et il est le premier improvisateur à obtenir le carrousel des prix de la LNI en ayant à son actif les trophées Robert Gravel de 2002 et 2004, le trophée Pierre Curzi de 1999, le trophée beaujeu de 2003, les prix du public de 2001 et 2005 et le prix du joueur le plus apprécié par ses pairs en 2008.
À l'été 2008, il a tenu avec brio le rôle de Tony dans la comédie interactive Coup de Ciseaux (version québécoise de Shear Madness) au Patriote de Sainte-Agathe.

## Filmographie
- 2000 : Le Monde de Charlotte (série télévisée) : Maxime Bujold
- 2004 : Un monde à part (série télévisée) : Maxime Bujold (épisodes inconnus)
- 2006 : Vice caché (série télévisée) - Épisode #2.2

## Récompenses et Nominations

### Récompenses
- 1999 - Prix Pierre-Curzi: Recrue de l'année de la Ligue nationale d'improvisation
- 2001 - Prix du public de la Ligue nationale d'improvisation
- 2002 - Prix Robert-Gravel: Champion compteur de la Ligue nationale d'improvisation
- 2003 - Prix Beaujeu: Étoile de la saison de la Ligue nationale d'improvisation
- 2004 - Prix Robert-Gravel: Champion compteur de la Ligue nationale d'improvisation
- 2005 - Prix du public de la Ligue nationale d'improvisation
- 2008 - Prix du joueur le plus apprécié par ses pairs de la Ligue nationale d'improvisation